# ポゥ・エイジ
ポゥ・エイジは、アニメ『∀ガンダム』に登場する、架空の人物。ディアナ・カウンターの女性兵士で、階級は中尉（声：中西裕美子）。

## 人物
劇中では狂言回しの役割が多く、人間描写で同じ狂言回しを演ずることが多いソシエ・ハイムが、能力や人間性を大幅に成長していく姿が描かれているのに対して、彼女の場合は終盤までなかなかそのような場面は描かれなかった。
モビルスーツによる戦闘能力は悪くないものの、作戦行動においては失態を重ねている。しかし上官であるフィル・アッカマンのお気に入りであるため、数々の失態を犯しているにもかかわらず特に処罰をされていない。ただし、失敗して帰還した後にフィルから責められて涙しているため、プレッシャーや責任は感じているようである。
感情のムラが非常に大きく、核弾頭を持ち逃亡した仲間の追跡時に核弾頭の引き渡しを拒まれたことに激高し、僚機の再三の忠告にも耳を貸さず（前日には核弾頭の爆発により生じた巨大なクレーターを目撃していたのに）長時間核に向けてビームを発射し続けた。一つ間違えれば誘爆必至の状況であった。また泣く事が多く、毎度の作戦失敗後やフィル一派が女王ディアナ・ソレルを裏切りクーデターに加担しミリシャに渡ったディアナ（キエル・ハイム）を強引に連れ帰ろうとした際にも、ディアナに誓っていた忠誠心と、フィルの言葉との間で揺れ、涙を流す。ディアナへ再度恭順を誓った際にも思わず涙している。このように泣く描写が多いせいか、第31話のサブタイトルは「泣き虫ポゥ」とつけられている。

## 劇中での活躍
地球降下部隊の先発として、ウォドムに乗り登場。事前に攻撃を禁じられていたにもかかわらず、プロペラの複葉機で何度も接近攻撃を仕掛けるミリシャに耐え切れず、感情的に対艦ビーム砲を発射してしまう。これにより∀ガンダムが起動し、月と地球の戦争が始まることとなった。
その後∀ガンダムを「ヒゲ」と呼び再三再四挑むがその都度敗れる。さらにあくまで対話で解決しようとする女王ディアナ・ソレルのやり方に不満を持ち、フィル少佐に「女王にしてやる」とそそのかされ、フィルやミラン・レックスのディアナへのクーデターに加担し、ソレイユを乗っ取り、サンベルト共和国建国を画策する。それを阻止しようとするミリシャと争うが、ギム・ギンガナムたちが地球に降下してきたため、ディアナの帰還を受け入れ、ミリシャおよびディアナ・カウンターと同盟し、ギンガナム軍と戦う。
ディアナ親衛隊隊長のハリー・オードとはそりが合わないようで、当初は口論が絶えず、時には戦場で対立することもあった。しかし物語終盤ではハリーと共闘するまでに成長し、果敢にギンガナムの搭乗するターンXと接戦を繰り広げるなどし活躍している。
戦後はシド・ムンザの助手になり、マウンテンサイクルの発掘に精を出す。
小説版ではフィルの愛人であり、終戦後は女王の位につけてもらうことになっていたが、フィルが失脚したため野宿で自給自足するまでになっていた。
曽我篤士の漫画版では、フィルにそそのかされて、フィルが権力を掌握したさいには小説版同様に女王の座につけてもらうことを約束され協力したが、フィルが暴走の果てにハリーによって粛清され死亡し、結果約束は反故にされ「つまらない男に騙された」と落ち込み、そのままフェイドアウトしている。
ゲーム『スーパーロボット大戦Z』では、他の∀ガンダムのキャラ同様に登場するが、原作ほど頻繁には敵対しない。

## 主な搭乗機
- JMA0530（model U） ウォドム
- MRC-U11D ウァッド
- MRC-F20 スモー